# オハイオ郡 (ウェストバージニア州)
オハイオ郡（英: Ohio County）は、アメリカ合衆国ウェストバージニア州の北部パンハンドル部に位置する郡である。人口は4万2425人（2020年）。郡庁所在地はホイーリングであり、同郡で人口最大の都市である。
オハイオ郡はホイーリング都市圏に属している。

## 歴史
オハイオ郡は1776年にバージニア州ウェストオーガスタ地区から分離して設立された。郡名は西側郡境となっているオハイオ川から採られた。1777年から1797年まで郡庁所在地はウェストリバティ（元ブラックスキャビン）にあったが、その後はホイーリングにある。
オハイオ郡設立された時の郡域は今よりもかなり大きな1,432平方マイル (3,710 km2) あり、現在はペンシルベニア州のワシントン郡やグリーン郡も含まれていた。メイソン＝ディクソン線が定義され、ペンシルベニア州とバージニア州の間にあった境界論争が解決されてから、オハイオ郡はその面積を減らしていった。

## 郡政府
オハイオ郡は、3人の委員で構成される郡政委員会が統治している。委員は3つの小選挙区からそれぞれ1人が選ばれ、任期は6年間であり、偶数年毎に1人が改選されている。委員会は毎年議長を互選している。委員会は郡管理官を指名し、日々の任務遂行を監督させている。その他に選挙で選ばれる役人として、郡事務官と資産評価官がいる。
裁判所では近くのハンコック郡やブルック郡と共にウェストバージニア州の第1司法巡回地区に入っている。ウェストバージニア州では巡回裁判所判事は党派選挙で選ばれ、任期は8年間、定数は4人である。巡回裁判所事務官も党派選挙で選ばれ、任期は6年間である。また第1司法巡回地区と同じ管区であるウェストバージニア州第1巡回家庭裁判所の管区に属している。ウェストバージニア州の家庭裁判所判事は2008年から8年任期で選ばれるようになった。定数は2人である。
治安判事は党派選挙で選ばれ、任期は4年間である。空席が生じた場合はそれぞれの巡回裁判所判事が代行する。巡回裁判所判事や家庭裁判所判事とは異なり、弁護士経験がなくてもよい。郡内の治安判事定数は4人である。
ウェストバージニア州では、各郡の検察官は党派選挙で選出され、任期は4年間である。郡保安官は職権上郡財務官も兼ね、やはり選挙で選ばれ、任期は4年間であるが、再選は2期までしか認められない。

## 州議会と連邦議会への代表
ウェストバージニア州議会上院では、オハイオ郡の大部分がハンコック郡、ブルック郡、マーシャル郡と共に上院第1選挙区に属している。定数は2人であり、2年毎に1人が改選される。
ウェストバージニア州議会下院では、郡の一部が第2、第3、第4選挙区に属し、残りは第3選挙区に属している。任期は2年間である。
アメリカ合衆国議会下院では、ウェストバージニア州第1選挙区に属しており、その中に州北部の郡がほとんど含まれている。上院議員は州全体の代表となる。

## 地理
アメリカ合衆国国勢調査局に拠れば、郡域全面積は109平方マイル (282 km2)であり、このうち陸地106平方マイル (275 km2)、水域は3平方マイル (7 km2)で水域率は2.46%である。郡内最高地点はウェストアレクサンダーの南西約1マイル (1.6 km) の標高1,420フィート (430 m) の地点である。

### 主要高規格道路
- 州間高速道路70号線
- 州間高速道路470号線
- アメリカ国道40号線、カンバーランド道路
- アメリカ国道250号線
- ウェストバージニア州道2号線
- ウェストバージニア州道88号線

### 隣接する郡
- ブルック郡 - 北
- ワシントン郡 (ペンシルベニア州) - 東
- マーシャル郡 - 南
- ベルモント郡 (オハイオ州) - 西
- ジェファーソン郡 (オハイオ州) - 北西

オハイオ郡は、隣接州と同じ名称を持つ郡として国内に4つしかない郡の1つである。他の3つはカリフォルニア州ネバダ郡、オクラホマ州テキサス郡、ペンシルベニア州デラウェア郡

### 国立保護地域
- オハイオ川諸島国立野生生物保護区（部分）

## 人口動態

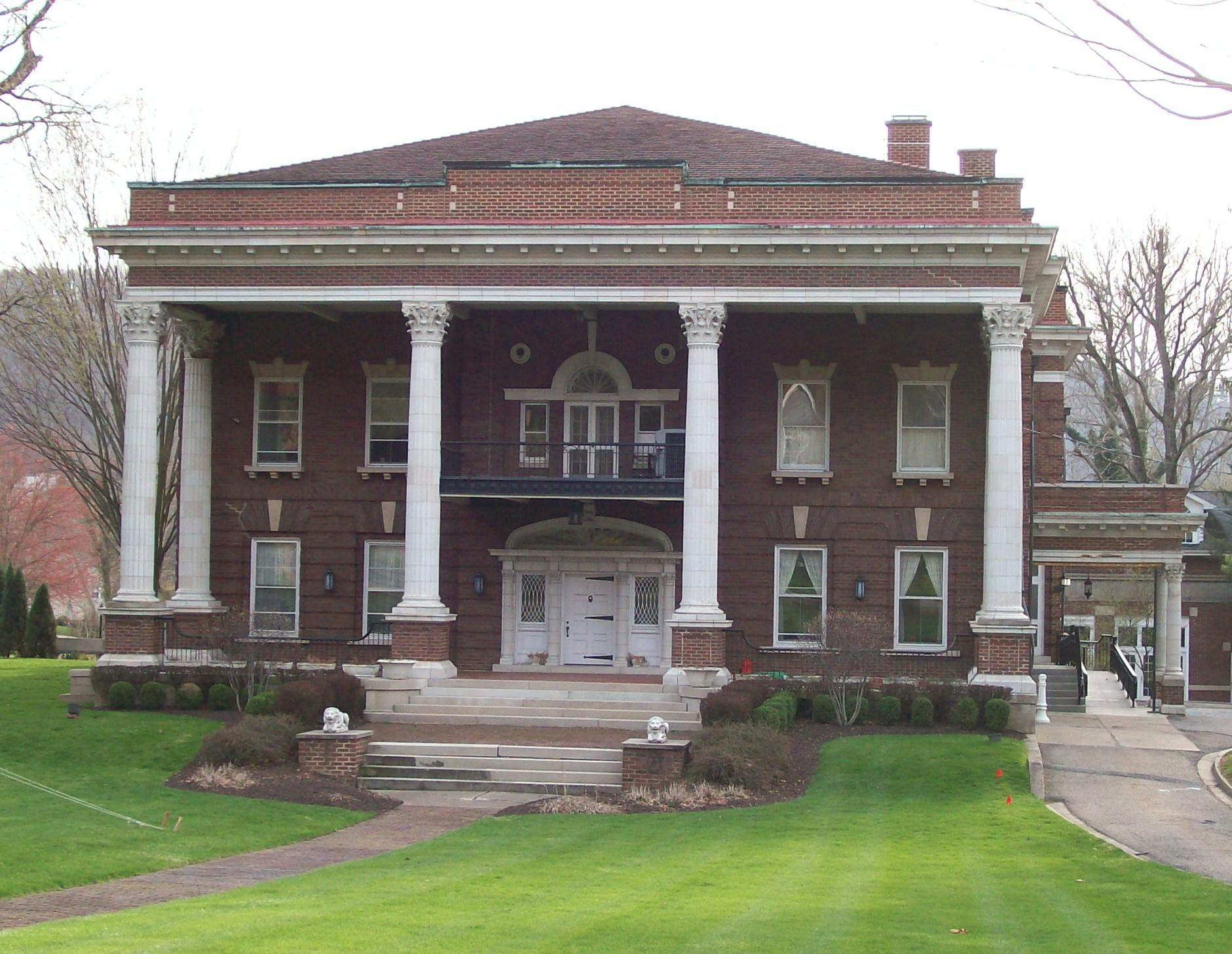
イーデマー、現在はスタイフェル美術センター

以下は2000年国勢調査による人口統計データである。
| 基礎データ - 人口: 47,427人 - 世帯数: 19,733 世帯 - 家族数: 12,155 家族 - 人口密度: 172人/km2（447人/mi2） - 住居数: 22,166軒 - 住居密度: 81軒/km2（209軒/mi2） 人種別人口構成 - 白人: 94.50% - アフリカン・アメリカン: 3.57% - ネイティブ・アメリカン: 0.09% - アジア人: 0.78% - 太平洋諸島系: 0.03% - その他の人種: 0.13% - 混血: 0.91% - ヒスパニック・ラテン系: 0.50% 先祖による構成 - ドイツ系：27.0% - アイルランド系：13.7% - イギリス系：10.4% - イタリア系：8.4% - アメリカ人：8.3% - ポーランド系：6.7% | 年齢別人口構成 - 18歳未満: 21.3% - 18-24歳: 10.5% - 25-44歳: 25.1% - 45-64歳: 24.4% - 65歳以上: 18.8% - 年齢の中央値: 41歳 - 性比（女性100人あたり男性の人口） - 総人口: 87.8 - 18歳以上: 84.0 世帯と家族（対世帯数） - 18歳未満の子供がいる: 25.9% - 結婚・同居している夫婦: 47.3% - 未婚・離婚・死別女性が世帯主: 11.2% - 非家族世帯: 38.4% - 単身世帯: 33.7% - 65歳以上の老人1人暮らし: 16.0% - 平均構成人数 - 世帯: 2.27人 - 家族: 2.91人 収入と家計 - 収入の中央値 - 世帯: 30,836米ドル - 家族: 41,261米ドル - 性別 - 男性: 31,132米ドル - 女性: 21,978米ドル - 人口1人あたり収入: 17,734米ドル - 貧困線以下 - 対人口: 15.8% - 対家族数: 11.5% - 18歳未満: 20.1% - 65歳以上: 10.4% |

## 都市と町

### 法人化市と町
- ホイーリング、一部はマーシャル郡内 - 郡庁所在地
- ベスレヘム村
- クリアビュー村
- トリアデルフィア町
- バレーグローブ村
- ウェストリバティ町

### 未編入の町
| - ベティゼイン* - クリントン - イーデン - エルムグローブ* - グレッグスビル* | - マウントエコー - モザート - ポイントミルズ - ロニーズポイント - ウォーウッド* |

(*)これらはホイーリング市に編入されている

### 管理地区
- 第1地区 - リバティ
- 第2地区 - リッチランド
- 第3地区 - トリアデルフィア

## 教育

### 高等教育機関
- ウェストリバティ大学
- ホイーリング・ジェスイット大学
- ウェストバージニア北コミュニティカレッジ
- ウェストバージニア実業カレッジ

### 公共教育学区
郡内の公立学校は全てオハイオ郡教育学区が管轄し、高校は9年生から12年生、中学校は6年生から8年生、小学校は幼稚園から5年生を教えている。教育委員会は選挙で選ばれる5人の委員で構成され、他に監督官と副監督官がいる。また現地支配人もいる。
- ホイーリングパーク高校
- ブリッジストリート中学校
- トリアデルフィア中学校
- ウォーウッド中学校
- ホイーリング中学校
- ベスレヘム小学校
- エルムグローブ小学校
- マディソン小学校
- ミドルクリーク小学校
- リッチー小学校
- スティーンロッド小学校
- ウォーウッド・グレードスクール
- ウッズデール小学校
- ローズベル公立学校
- S・D・インターカレッジ

### 私立学校
ホイーリング・チャールストン教区が幼稚園から8年生を教える学校5校と、高校1校を運営している。
- ホイーリング・セントラル・カトリック高校
- コーパス・クリスティ教区学校
- アワーレディ・オブ・ピース・スクール（マーシャル郡にあるが、オハイオ郡の生徒も受け入れている）
- セントマイケル教区学校
- セントビンセント・ド・ポール教区学校
- ホイーリング・カトリック小学校

- リンスリー・スクール、高い権威のある私立学校である

## 著名な出身者
オハイオ郡出身の政治家として、アメリカ合衆国下院議員9人、同上院議員1人、ウェストバージニア州知事1人、ウェストバージニア州控訴裁判所判事4人、ウェストバージに州上院議長2人、同下院議長4人を輩出してきた。

## 行事
- オハイオ郡祭は毎年10月に、オグルベイ公園第1会場で開催されている。